# Tyholttårnet
Tyholttårnet är ett 128 meter högt TV- och radiotorn, som står i Tyholt i Trondheim i Norge. 
Tornet, byggt i betong, har en diameter på 7,2 meter och stod färdigt 1985.
På 75 meters höjd ligger en utsiktspunkt där man kan se hela Trondheim och delar av Trøndelag.
På 80-meters höjd, en våning ovanför utsiktspunkten, ligger roterande restaurangen Egon som har ett golv som roterar 360° (ett varv) på en timme.
Om man inte får bord på denna nivå, kan man alltid äta sin mat i restaurangdelen på utsiktsplanet.
Restaurang- och utsiktsdelen är byggd som en 12-kant och försedd med stora glasfasader som ger fri syn uppåt och nedåt.
Det finns två snabbhissar och två nödtrapphus.
Vid Trondheims 1000-årsjubileum 1997 fick tornet sin konstnärliga utsmyckning.